# OH!青春!!
『OH！青春！！』（オーせいしゅん）は、hy4_4yhによる6枚目のシングル。2009年11月11日発売。発売元はザ・レーベル。

## 収録曲
1. OH！青春！！（4:40）
作詞・作曲：江崎マサル
2. ハイパーアワー！（3:02）
作詞・作曲：江崎マサル
3. ありが to U（4:52）
作詞・作曲：江崎マサル